# Верхньоєланчик
Верхньоєла́нчик (до 2016 р. — Ле́нінське) — село Амвросіївської міської громади Донецького району Донецької області, Україна.

## Загальні відомості
Відстань до райцентру становить 7 км і проходить автошляхом Т 0519.
Унаслідок російської військової агресії із серпня 2014 р. Верхньоєланчик перебуває на території ОРДЛО.

## Війна на сході України
13 серпня 2014 року терористи обстріляли з БМ-21 «Град» опорний пункт українських військових у районі села Верхньоєланчик, загинули молодший сержант батальйону «Батьківщина» Віталій Петрович та солдат Роман Крадожон. 21 травня 2015-го близько 21-ї години поблизу села Ленінське Амвросіївського району під час мінометного обстрілу взводного опорного пункту 0317 терористами полягли вояки батальйону «Кіровоград» Микола Гончарук та Олександр Завалко.

## Населення
За даними перепису 2001 року населення села становило 246 осіб, із них 58,13 % зазначили рідною мову українську, 37,4 % — російську та 1,63 % — циганську мову.